# Božena Polívková
Božena Polívková (21. září 1887 Vršovice – 14. června 1979 Praha) byla česká knihovnice, překladatelka a spisovatelka.

## Životopis
Některé zdroje uvádějí chybný rok narození 1897/1898. Boženin otec byl Antonín Polívka (1861) mistr zednický z Popoviček, matka Kristina Polívková-Žohová (1859) z Lipan. Měla sestru Antonii Polívkovou (1889) a její partner byl Jarmil Krecar (1884–1959), knihovník Národního muzea v Praze.
Božena Polívková vystudovala gymnázium Minerva, Filozofickou fakultu Univerzity Karlovy (FF UK) roku 1918 – rigorózní zkoušky Dějiny rakouské a zeměpis, filozofie. Vystoupila z církve katolické 10. 1. 1919. Pracovala jako knihovnice Národního muzea v Praze. Psala referáty z knižního oboru v časopisech Knihomol a Vitrinka, překládala z francouzštiny. Byla činná v mezinárodních organizacích Federation of University Women a Association des anciens éleves de L'Ecole de bibliothécaires v Paříži. Bydlela v Praze XVII Košíře, na adrese Čechova 7.

## Dílo

### Spis
- Výtvarná práce V. H. Brunnera pro českou knihu: bibliografický soupis s bibliografickými poznámkami – Praha: Kuncíř, 1929

### Překlady
- Franciscus Columma – Charles Nodier. Praha: Ludvík Bradáč, 1924
- New York – Paul Morand. Praha: Topič, 1930
- Pavel a Virginie; Indická chatrč; Suratská kavárna – J. H. Bernardin de Saint-Pierre. Praha: Vl. Orel, 1931
- Život mravenců = [La vie des fourmis] – Maurice Maeterlinck; z francouzštiny; [dřevoryt a grafická úprava Cyrila Boudy]. Praha: Topičova edice, 1937

### Jiné
- Zákonodárná činnost českých sněmů v oboru vnitřní zemské správy v době Ferdinanda I. – disertační práce. Praha: FF UK, 1918
- V. H. Brunner: tvůrce české knihy – soupis knižní grafiky Božena Polívková; úvodní studie Ludmila Kybalová. Praha: Nakladatelství československých výtvarných umělců, 1961